# Die Reise des Capitan Fracassa
Der italienisch-französische Spielfilm Die Reise des Capitan Fracassa des Regisseurs Ettore Scola aus dem Jahr 1990 ist eine Verfilmung des Romans Kapitän Fracasse von Théophile Gautier.

## Handlung
Der verarmte, schüchterne junge Baron de Sigognac schließt sich einer Wandertruppe von Commedia-dell’arte-Schauspielern an. Dort findet er seine wahre Bestimmung in der Rolle des Capitan Fracassa und als Autor für diese Truppe.

## Kritik
„Die Reise des Capitan Fracassa“ ist eine Reise zur Wiege der Kunst. Die Händel und Intrigen des Abenteuers nimmt Scola nur zum Vorwand für eine Geschichte über das Verhältnis von Kunst und Wirklichkeit, von Wahrheit und Spiel.